# Le Lauzet-Ubaye (tổng)
Tổng Lauzet-Ubaye là một tổng ở tỉnh Alpes-de-Haute-Provence trong vùng Provence-Alpes-Côte d'Azur.
Tổng này được tổ chức xung quanh Lauzet-Ubaye ở quận Barcelonnette, ở cửa ngõ Thung lũng Ubaye. Độ cao từ 650 m (La Bréole) đến 2 928 m (Méolans-Revel) với độ cao trung bình là 1 019 m.

## Hành chính
| Giai đoạn | Ủy viên            | Đảng | Tư cách |
| --------- | ------------------ | ---- | ------- |
| 2008-2014 | Jean Claude Michel | PS   |         |
| 2001-2008 | Jean Claude Michel | PS   |         |

## Các đơn vị hành chính
Le canton du Lauzet-Ubaye gồm 5 xã với dân số 1 060 người (điều tra năm 1999, dân số không tính trùng)
| Xã                      | Dân số | Mã bưu chính | Mã insee |
| ----------------------- | ------ | ------------ | -------- |
| La Bréole               | 325    | 04340        | 04033    |
| Le Lauzet-Ubaye         | 203    | 04340        | 04102    |
| Pontis                  | 45     | 05160        | 04154    |
| Méolans-Revel           | 284    | 04340        | 04161    |
| Saint-Vincent-les-Forts | 203    | 04340        | 04198    |

## Thông tin nhân khẩu
| 1962                                                     | 1968  | 1975 | 1982 | 1990 | 1999  |
| -------------------------------------------------------- | ----- | ---- | ---- | ---- | ----- |
| 738                                                      | 1 087 | 933  | 975  | 930  | 1 060 |
| Nombre retenu à partir de 1962 : dân số không tính trùng |       |      |      |      |       |